# Кавагути (Ниигата)
Кавагути (яп. 川口町 Кавагути-мати) — бывший посёлок в Японии, располагавшийся в центральной части префектуры Ниигата (уезд Китауонума). 31 марта 2010 года вошёл в состав города Нагаока. На 1 февраля 2010 года его площадь составляла 50,03 км², население — 4819 человек, а плотность населения — 96,32 чел./км².